# Bajan Island
Bajan Island (englisch; russisch Остров Баян Ostrow Bajan) ist eine Insel vor der Knox-Küste des ostantarktischen Wilkeslands.
Wissenschaftler der 2. Sowjetischen Antarktisexpedition (1956–1958) benannten sie. Der weitere Benennungshintergrund ist nicht hinterlegt. Das Antarctic Names Committee of Australia übertrug die russische Benennung 1989 ins Englische.